# デーキン・ウェスト反応
デーキン・ウェスト反応（デーキン・ウェストはんのう、英: Dakin–West reaction）は、有機化学における化学反応の一種で、アミノ酸にカルボン酸無水物と塩基（ピリジンなど）を作用させたときに、生成物としてα-アミドケトンが生じる反応である。
ピリジンを塩基 兼 溶媒として用いた場合は、加熱還流する必要がある。N,N-ジメチル-4-アミノピリジン (DMAP) を触媒として加えると、反応が室温でも起こるようになる。
カルボン酸の種類によっては、この反応は α位のアミノ基がない基質でも進行する。
この反応で生じる α-アミドケトンは、ラセミ体である。基質のアミノ酸が持っていた光学活性は失われる。

## 反応機構
デーキン・ウェスト反応ではまず、基質 1 がアシル化された 2 を経て、非対称カルボン酸無水物 3 が生じる。ここで、アミド基の酸素が求核的に酸無水物の部位を攻撃することで、5員環中間体 4 となる。脱プロトンを受けた 5 がもう1分子のカルボン酸無水物と反応して 6 となり、求核剤の作用で環が開いて 7 に変わる。アシル基が脱離した 8 からの脱炭酸により、最終生成物の α-アミドケトンが得られる。基質 1 が光学活性を持っていたとしても、中間体 5 の時点でそのキラリティは失われるために生成物がラセミ体となる。
この反応の発見者のひとり、ヘンリー・D・デーキンは、デーキン反応にもその名が残っている。